# Teatro Viriato
O Teatro Viriato, ou Antigo Teatro Boa União, é uma casa de espetáculos na cidade de Viseu.
Assumindo-se como um espaço de descoberta, discussão, aprendizagem e convívio, o Teatro Viriato tem como missão fomentar a participação da população da cidade de Viseu na atualidade artística. O Teatro Viriato pretende ainda aproximar Viseu de outras cidades e de outros povos, através da arte que vive e desenvolve ou edifica a nossa dimensão humana.
Desde 1999, o Teatro Viriato é gerido e programado pelo Centro de Artes do Espetáculo de Viseu, Associação Cultural e Pedagógica. Em 10 de março de 2010, por ocasião do Dia Mundial do Teatro, o CAEV foi reconhecido como Instituição de Utilidade Pública.
A programação regular do Teatro Viriato pode ser consultada no seu site, ou nas redes sociais (Facebook, Instagram).

## História
Inaugurado nos finais do século XIX com o nome de Theatro Boa União, encerra as portas, como Teatro Viriato, no ano de 1960. Depois de sucessivas tentativas de recuperação, o Teatro Viriato reabre ao público após 38 anos de inatividade.   
Partindo de um projeto da Companhia Paulo Ribeiro, assumido e apoiado pela Câmara Municipal de Viseu e pelo Ministério da Cultura, a reanimação desta sala de espetáculos aconteceu no dia 29 de janeiro de 1999, com a apresentação do espetáculo “Raízes Rurais, Paixões Urbanas”, de Ricardo Pais, especialmente remontado para esta ocasião.
Ao longo da sua história, o Teatro Viriato teve como diretores: Paulo Ribeiro (1999 – a 2003 e de 2005 a 2016), Miguel Honrado (2003 – 2005), Paula Garcia (2016 a 2020). Em março de 2020, Patrícia Portela é nomeada pelo CAEV como a nova Diretora Artística do Teatro Viriato. 

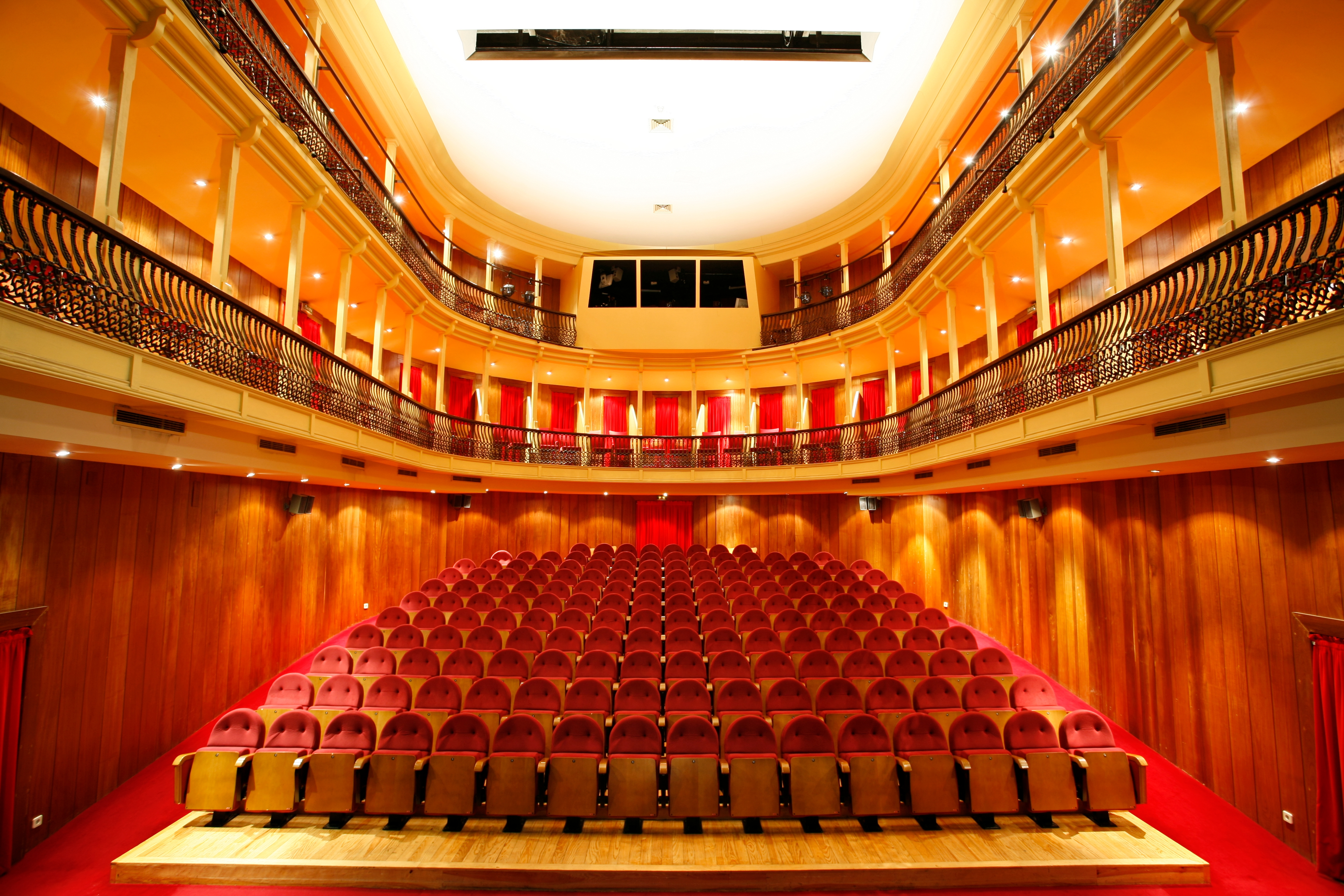
Teatro Viriato

## Companhia Paulo Ribeiro (CPR)
O Teatro Viriato acolhe desde o primeiro momento, em residência permanente, a Companhia Paulo Ribeiro (CPR), com quem mantém uma Parceria Estratégica. A CPR, para além da sua atividade de criação e itinerância de espetáculos, tem também realizado um importante trabalho pedagógico na área da Dança.

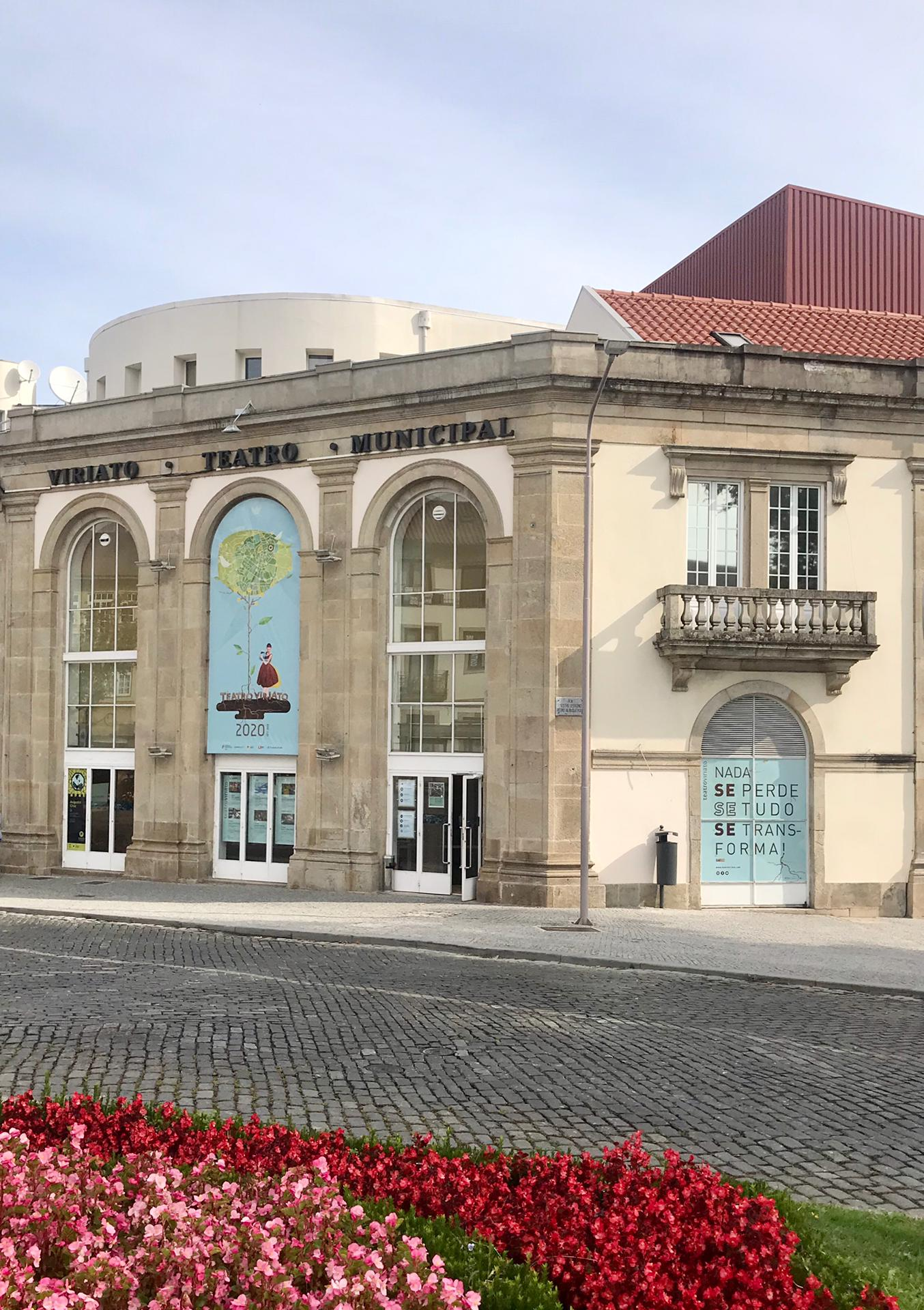
Teatro Viriato em 2020

## Condecoração
A 19 de setembro de 2019, o Presidente da República Portuguesa, Marcelo Rebelo de Sousa, condecorou o Teatro Viriato com o Título de Membro Honorário da Ordem do Mérito, a propósito das celebrações dos 20 anos de existência do Teatro Viriato.